# Liénard-vergelijking
Een Liénard-vergelijking is, in de wiskunde, en meer specifiek, in de studie van dynamische systemen en differentiaalvergelijkingen, een bepaald type differentiaalvergelijking, genoemd naar de Franse natuurkundige Alfred-Marie Liénard (1869–1958).
Gedurende de periode waarin de elektronenbuis werd ontwikkeld, werden Liénard-vergelijkingen intensief bestudeerd, als modellen voor elektronische oscillatoren. Onder bepaalde voorwaarden geeft de stelling van Liénard de garantie dat er voor zo'n systeem een limietcyclus bestaat.

## Definitie
Indien {\displaystyle f} en {\displaystyle g} twee continu-differentieerbare functies zijn in {\displaystyle \mathbb {R} }, waarbij {\displaystyle g} een oneven functie is, en {\displaystyle f} een even functie, dan wordt een tweede-orde gewone differentiaalvergelijking van de vorm
{\displaystyle {\mathrm {d} ^{2}x \over \mathrm {d} t^{2}}+f(x){\mathrm {d} x \over \mathrm {d} t}+g(x)=0}
een Liénard-vergelijking genoemd. Deze vergelijking kan worden omgezet in een gelijkwaardig stelsel van twee gewone differentiaalvergelijkingen. Definieer
{\displaystyle F(x)=\int _{0}^{x}f(\xi )\,\mathrm {d} \xi ,\quad x_{1}=x\,\quad {\text{en}}\quad x_{2}={\mathrm {d} x \over \mathrm {d} t}+F(x)}
Dan wordt
{\displaystyle {\begin{bmatrix}{\dot {x}}_{1}\\{\dot {x}}_{2}\end{bmatrix}}={\boldsymbol {h}}(x_{1},x_{2})={\begin{bmatrix}x_{2}-F(x_{1})\\-g(x_{1})\end{bmatrix}}}
een Liénard-systeem genoemd.

## Voorbeeld
De Van der Pol-oscillator:
{\displaystyle {\mathrm {d} ^{2}x \over \mathrm {d} t^{2}}-\mu (1-x^{2}){\mathrm {d} x \over \mathrm {d} t}+x=0}
is een Liénard-vergelijking, met
{\displaystyle f(x)=-\mu (1-x^{2}),\quad g(x)=x,\quad {\text{en}}\quad F(x)=-\mu (x-{\tfrac {1}{3}}x^{3})}

## De stelling van Liénard
Een Liénard-systeem heeft een unieke en stabiele limietcyclus, die de oorsprong omcirkelt, indien het systeem aan de volgende additionele voorwaarden voldoet:
- {\displaystyle g(x)>0} voor alle {\displaystyle x>0};
- {\displaystyle \lim _{x\to \infty }F(x)=\lim _{x\to \infty }\int _{0}^{x}f(\xi )\;d\xi \ =\infty }  en
- {\displaystyle F(x)} heeft exact een positief nulpunt met de waarde {\displaystyle p}, waarbij {\displaystyle F(x)<0} voor {\displaystyle 0<x<p}, terwijl {\displaystyle F(x)} monotoon en positief, {\displaystyle F(x)>0}, is voor {\displaystyle x>p}.

## Toepassingen
In 2008 is aangetoond dat het Liénard-systeem de werking beschrijft van een opto-elektronisch circuit dat gebruik maakt van een resonante tunneldiode om een laserdiode aan te sturen. Dit resulteert in een opto-elektronische voltage-gecontroleerde oscillator.